# CKM-матриця
CKM-матриця (від англ. Cabibbo-Kobayashi-Maskawa), матриця Кабіббо — Кобаясі — Масукави, ККМ-матриця, матриця змішування кварків, іноді раніше називалася KM-матриця) в Стандартній моделі фізики елементарних частинок — унітарна матриця, що містить інформацію про силу слабких розпадів, які змінюють аромат кварка. Технічно, вона визначає перетворення між двома базисами квантових станів: станами кварків, що вільно рухаються (тобто, їх масовими станами), і станами кварків, що беруть участь в слабких взаємодіях. Вона важлива також для розуміння порушення CP-симетрії. Для трьох поколінь кварків матриця запропонована японськими фізиками Макото Кобаясі і Тосіхіде Масукава, які додали одне покоління до матриці, раніше запропонованої Ніколою Кабіббо.

## Матриця
{\displaystyle {\begin{bmatrix}V_{ud}&V_{us}&V_{ub}\\V_{cd}&V_{cs}&V_{cb}\\V_{td}&V_{ts}&V_{tb}\end{bmatrix}}{\begin{bmatrix}\left|d\right\rangle \\\left|s\right\rangle \\\left|b\right\rangle \end{bmatrix}}={\begin{bmatrix}\left|d'\right\rangle \\\left|s'\right\rangle \\\left|b'\right\rangle \end{bmatrix}}.}
Зліва ми бачимо CKM-матрицю разом з вектором  сильних власних станів кварків, а праворуч маємо  слабкі власні стани кварків. ККМ-матриця описує ймовірність переходу від одного кварка q до іншого кварку q' . Ця ймовірність пропорційна {\displaystyle \left|V_{qq'}\right|^{2}.}
Величини значень в матриці були встановлені експериментально і рівні приблизно:
{\displaystyle {\begin{bmatrix}|V_{ud}|&|V_{us}|&|V_{ub}|\\|V_{cd}|&|V_{cs}|&|V_{cb}|\\|V_{td}|&|V_{ts}|&|V_{tb}|\end{bmatrix}}={\begin{bmatrix}0{,}97427\pm 0{,}00015&0{,}22534\pm 0{,}00065&0{,}00351_{-0{,}00014}^{+0{,}00015}\\0{,}22520\pm 0{,}00065&0{,}97344\pm 0{,}00016&0{,}0412_{-0{,}0005}^{+0{,}0011}\\0{,}00867_{-0{,}00031}^{+0{,}00029}&0{,}0404_{-0{,}0005}^{+0{,}0011}&0{,}999146_{-0{,}000046}^{+0{,}000021}\end{bmatrix}}.}
Таким чином, CKM-матриця досить близька до одиничної матриці.